# Leptotarsus macquartii
Leptotarsus macquartii är en tvåvingeart. Leptotarsus macquartii ingår i släktet Leptotarsus och familjen storharkrankar.

## Underarter
Arten delas in i följande underarter:
- L. m. flavolateralis
- L. m. macquartii